# Auriac (Pirineos Atlánticos)
Auriac es una comuna francesa de la región de Aquitania en el departamento de Pirineos Atlánticos. Se localiza a diez kilómetros al norte de la ciudad de Pau.
Auriac fue mencionada por primera vez en el año 1096 con el nombre de Auriag.

## Demografía
| 163 | 153 | 167 | 166 | 180 | 209 | 242 |
| Para los censos de 1962 a 1999 la población legal corresponde a la población sin duplicidades (Fuente: INSEE [Consultar]) |     |     |     |     |     |     |